# Сполучені Штати Європи

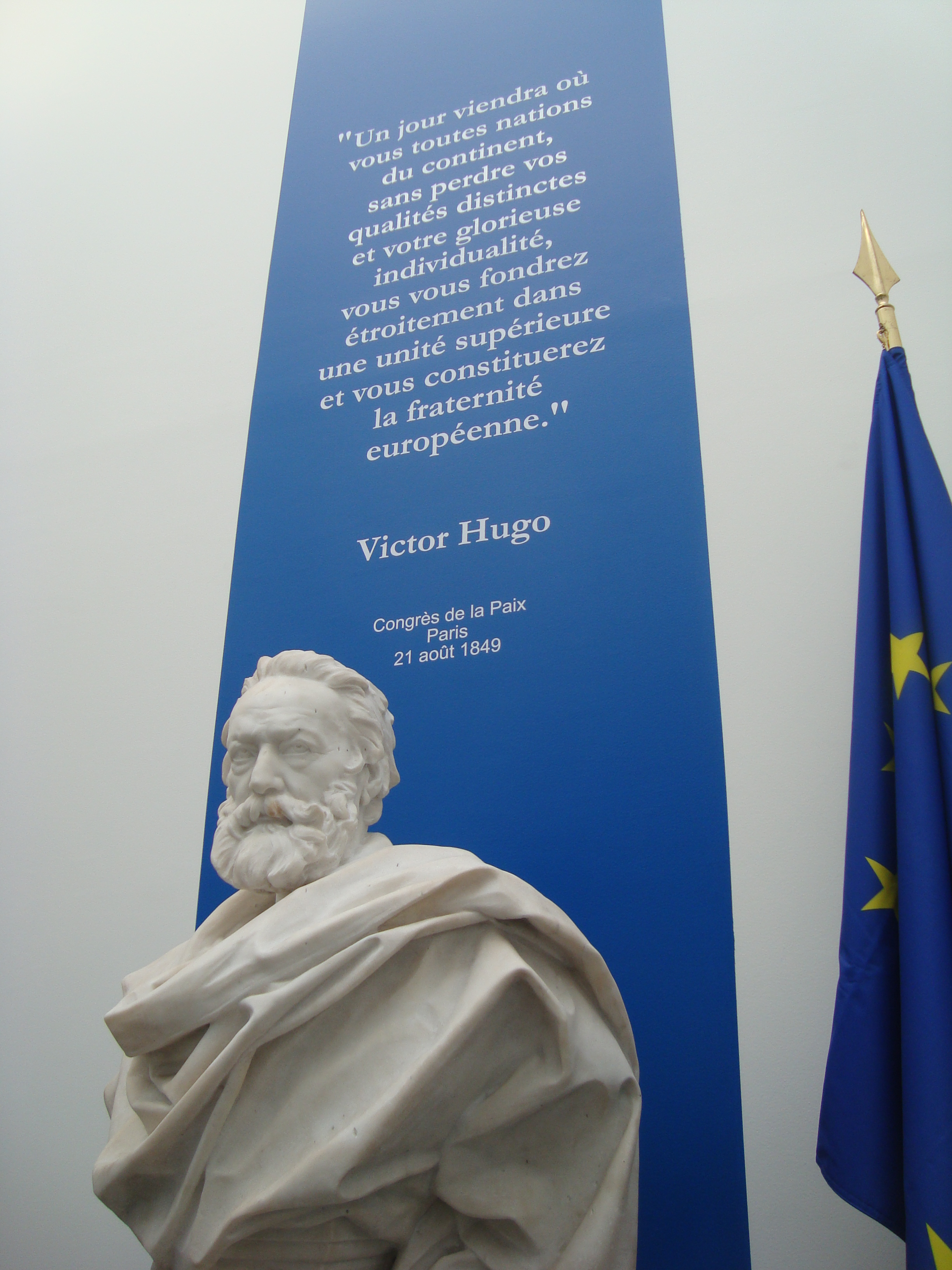
Погруддя Віктора Гюго в Бурбонському палаці (Національна асамблея) в Парижі. На задньому плані — цитата з його промови на Третьому конгресі з миру (Париж, 1849): «Прийде день, коли ці два велетенські об'єднання, Сполучені Штати Америки і Сполучені Штати Європи, повернуться обличчям одне до одного і через океан простягнуть одне одному руки»

Країни, які можуть приєднатися до СШЄ
Поточні члени ЄС
Країни-кандидати на членство в ЄС
Потенційні країни-кандидати на членство в ЄС
Можливе членство

Сполу́чені Шта́ти Євро́пи (СШЄ) (Федера́тивні держа́ви Євро́пи (ФШЄ), Європе́йська Держа́ва, Європе́йська Наддержа́ва, Європе́йська Федера́ція та Федера́тивна Євро́па) — проєкт і гіпотетична ідея об'єднання всіх країн на Європейському континенті в наддержавне об'єднання. Вона існувала протягом багатьох віків і в найрізноманітніших формах: від монархічного, дворянсько-аристократичного і пан'європейського бачення до марксистської, соціальної і зрештою демократичної ідеї створення «Сполучених Штатів Європи» як федерації народів Західної Європи. Слугувала основою для розвитку німецької концепції про «Центральну Європу» («Mitteleuropa») і майбутнього Європейського союзу. У різний час за ідею об'єднання країн на європейському континенті висловлювалися відомі політики, монархи і громадські діячі: Наполеон I, Вільгельм II, Вінстон Черчилль, Валері Жискар д'Естен, Мартін Шульц.

## Історія

### Ранні згадки
Ідеї об'єднання територій європейського континенту під одноосібним правлінням мають багатовікову історію. Гегемонія Римської імперії, імперія Карла Великого та Священна Римська імперія є яскравими прикладами тому. На початкових етапах зародження цієї ідеї ніхто не розглядав під процесом об'єднання спільноти та колективного управління. Головною метою було лише прагнення до примноження територій. З часом під ціллю до об'єднання почали розглядати релігійну цілісність, як противагу мусульманським державам, а згодом і протестантським.
Подальшого розвитку ідея щодо європейського об'єднання набула в епоху Просвітництва, коли вона остаточно перестала ототожнюватись з релігійною складовою. Їй на зміну прийшли нові погляди та концепції побудовані на гуманізмі та демократії. Також у цей період значного поширення набули ідеї, пов'язані з розробкою проєктів забезпечення миру в Європі, реалізація яких потребувала створення загальноєвропейських інституцій.
Європейські дослідники та історики схиляються до думки, що уявлення про Європу як про особливий світ пов'язане з ім'ям філософа-кальвініста та юриста німецького походження — Йоганнеса Альтузіуса. Його розглядають як засновника однієї з перших інтеграційних концепцій, що заклала теоретичні основи під процеси європейського об'єднання, — федералістської теорії. У ті часи існувала думка про те, що саме існування держави та її власних інтересів було головною причиною міждержавних інтересів і конфліктів. Саме тому прихильники так званої «Єдиної Європи» виступали за створення наднаціонального утворення.
Першим проєктом, що у своїй основі ніс ідею європейського «балансу сил», був «Великий план» (англ. Grand Design of Henry IV) прем'єр-міністра французького уряду за часів правління Генріха IV — Максимільяна де Бетюн Сюллі. У цьому документі він пропонував створення європейської конфедерації з п'ятнадцяти християнських держав. Лише в такому форматі Сюллі вбачав гарантію миру в Європі від внутрішніх ворогів (Габсбурзька монархія) та зовнішніх — Османська імперія і Московія. Серед причин провалу цього прагнення основним є те, що головна роль відводилась саме Франції і, насамперед, захисту її інтересів.
Радикально протилежні ідеї виголошував американський колоніст та релігійний діяч — Вільям Пенн. І якщо у Новому світі він пропагував об'єднання колоній під егідою християнства, то для держав Європи пропонував організацію Європейської ліги або конфедерації за участю Московії та Туреччини з метою забезпечення миру на континенті. Саме він вперше висловив думку про те, що об'єднані інститути загальноєвропейського союзу повинні мати певні права стосовно європейських держав. Пенн виклав свої погляди на структуру та функціонування організації в «Есе про сучасний і майбутній мир в Європі» (англ. An Essay towards the Present and Future Peace of Europe, 1693), в якому передбачив можливість організації Європейської ліги або конфедерації з метою забезпечення миру на континенті. За основу нової європейської структури він використав досвід генеральних Штатів у Республіці Об'єднаних провінцій, де працював та проповідував деякий час. Серед головних ідей Пенн запропонував створення Генеральних штатів, реформування держав у провінції, міста утворюють органи виконавчої влади — провінційні Генеральні штати та інше.
Ще далі у своїх роздумах дійшов французький публіцист — Шарль де Сен-П'єр. У своїй роботі «Проєкт збереження вічного миру в Європі» (фр. Projet pour rendre la paix perpétuelle en Europe, 1713) він не тільки запропонував свій варіант об'єднання, але й провів глибокий аналіз поняття європейської єдності, що, на його думку, була заснована на використанні політичної і правової спадщини (Кодекс Феодосія, закони Юстиніана і Священної римської імперії), спільності звичаїв, релігії, науки й знань. Усе це і є тим, завдяки чому Європа являє собою ідеальне зібрання народів, що об'єднуються не лише назвою, але й реально представляють справжню спільноту, на відміну від Азії та Африки.

### XIX століття
Гасло про Сполучені Штати Європи іноді приписують Наполеону I: перебуваючи у вигнанні на острові Святої Єлени, він розмірковував про «велику європейську сім'ю» під управлінням на кшталт «американського Конгресу», а також про «конфедерацію великих (європейських) народів».

На Третьому конгресі з миру в Парижі 21 серпня 1849 року письменник і громадський діяч Віктор Гюго представив проєкт нового устрою в Європі, у якому порівнював діяльність Сполучених Штатів Америки і Сполучених Штатів Європи. У своїй промові він відзначав:
Сполучені Штати Європи і Сполучені Штати Америки співпрацюватимуть, скріпивши рукостискання через океан.
Ідея Гюго знайшла своїх прихильників, і пізніше в Європі з'явилися регіональні об'єднання, чия діяльність була спрямована на міжнародне співробітництво у напрямку європейської інтеграції. У Берні був налагоджений випуск інформаційного журналу під однойменною назвою — «Сполучені Штати Європи». У 1867 році в Женеві була заснована «Міжнародна ліга миру і свободи». До неї увійшли представники різних країн і суспільних верств, серед яких найбільш помітними фігурами були: Гюго, Бакунін, Огарьов, Мілль і Гарібальді. Саме Гюго виступив ініціатором створення такого союзу, запропонував свої послуги в підготовці ідеологічної основи та 4 вересня 1868 року у відкритому листі заявив, що республіка СШЄ вже існує з юридичної точки зору. Подальшим планам завадила війна, яка відбувалася між Пруссією і Францією в 1870—1871 роках.
У розумінні Гюго оновлена Європа в недалекому майбутньому могла б виглядати таким чином:
- форма правління буде обрана виходячи з того, яка держава стане основою для майбутніх Сполучених Штатів Європи (якщо Пруссія — імперіалістичний, якщо Франція — республіканський лад);
- відсутність внутрішніх кордонів;
- бездефіцитний бюджет;
- вільне внутрішнє переміщення жителів;
- свобода слова і віросповідання.

Російський мислитель і революціонер Михайло Олександрович Бакунін у своїх роздумах заглибився ще більше і головною проблемою на шляху втілення ідеї єдиної Європи бачив націоналізм:
Ми повинні раз і назавжди залишити помилковий принцип національності, винайдений останнім часом деспотами Франції, Росії та Пруссії для найвірнішого придушення верховного принципу свободи. Національність не принцип; це законний факт, як національність… Всякий, що щиро бажає миру і міжнародної справедливості, повинен раз і назавжди відмовитися від усього, що називається славою, могутністю, величчю батьківщини, від усіх економічних і пихатих інтересів націоналізму… Загальний мир буде неможливий, поки існують нинішні централізовані держави. Ми повинні, отже, бажати їх розкладання, щоб на руїнах цих єдностей, організованих зверху вниз деспотизмом і завоюванням, могли розвинутися єдності вільні, організовані від низу до верху вільною федерацією спільнот в провінції, провінцій в нації, націй в Сполучені Штати Європи.
У період з 5 по 8 червня 1900 року в Парижі відбувся з'їзд членів «Товариства колишніх і теперішніх учнів вільної школи політичних наук в Парижі», який був присвячений 25-річчю цього товариства. Під час цього з'їзду розглядалися наступні питання: Сполучені Штати Європи, фінансовий стан Європи за останні 50 років, а також способи управління колоніями, особливості та методи викладання політичних наук. Захід мав характер закритого з метою не допустити до участі «уми оригінальні», а дебати між учасниками були науковими та академічними. Головним доповідачем на тему ідеї створення Сполучених Штатів Європи був Анатоль Леруа-Болье, а також чотири доповідачі — юристи за фахом. Вони висували на перший план життєву необхідність створення такого об'єднання країн Європи. Опонентом їм виступив Лефебюр, який був скептично налаштований проти цієї ідеї, вважаючи міжнаціональну ворожнечу народів Європи як непереборні перешкоди на шляху реалізації такої мети. Також, він прямо вказує на відсутність загальноєвропейської ідеї для об'єднання. У кінцевій частині автори прийшли до таких висновків:
- між країнами Європи безумовно існують спільні інтереси;
- питання політичного характеру поступаються проблемам економічного і соціального характеру;
- питання про створення Сполучених Штатів Європи — передчасне, оскільки європейські народи не зможуть відмовитися від національності і незалежності.

При цьому сам автор доповіді висловився, що створення «Сполучених Штатів Європи» за зразком США — є мало підхожим. Володіючи віковою історією і традиціями, країни Європи більше могли б втратити, ніж придбати від такого об'єднання. Тому найкращим прикладом міг би послужити Німецький союз до 1866 року або Швейцарський союз до 1848 року. Показовим є те, що Леруа-Болье свідомо відстоював ідею виключення Англії і Росії з передбачуваного союзу. Відносно останньої він відгукувався так: «Її традиції, установи, політичний устрій, народний дух, навіть сама природа — відокремлюють її від Заходу. У ній немає того почуття західної солідарності, яке пов'язує між собою, навіть при всіх їхніх відмінностях, німецький і романські народи».

### XX століття

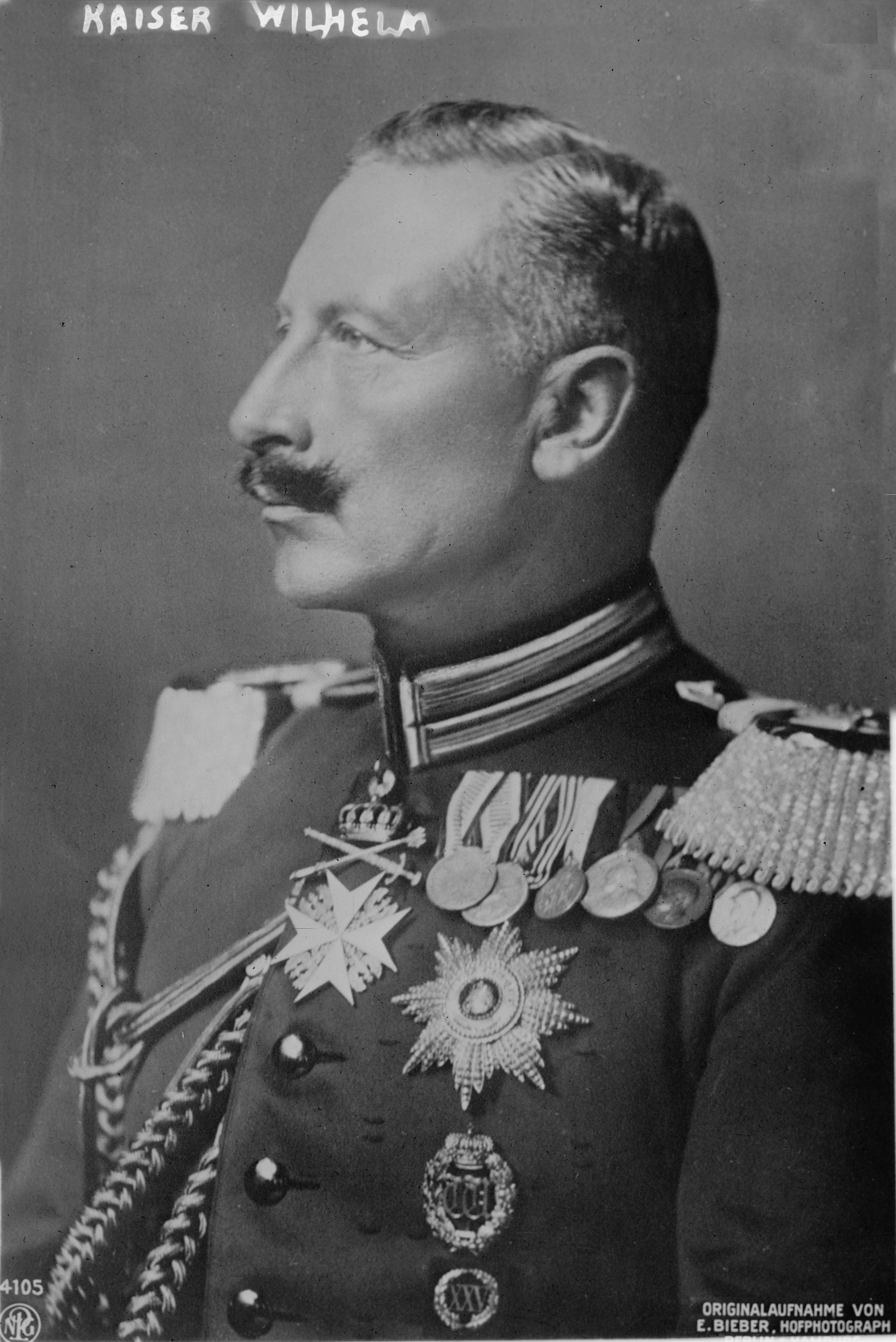
Вільгельм II — єдиний монарх у Європі, який відстоював ідею створення «Сполучених Штатів Європи» на противагу США

Надалі ця ідея отримала розвиток в середовищі соціал-демократів. Гасло про створення республіканських Сполучених Штатів Європи, як противаги спілкам і військовим блокам, був предметом дискусії на конференції РСДРП в лютому—березні 1915 року в Берні.

Затятим прихильником створення «Сполучених Штатів Європи» був імператор Вільгельм II. Як зазначав у своєму щоденнику Вальтеру Ратенау:
План кайзера: Сполучені Штати Європи проти Америки і, на його думку, турки та англійці підтримають цю ідею і приєднаються. П'ять держав, включаючи Францію, цілком можуть створити дещо. Якийсь оборонно-наступальний союз.
Надалі у Вільгельма II з глобальної ідеї єдиної Європи дозрів план створення Троїстого союзу — між Німеччиною, Францією і Великою Британією. Цими ідеями він поділився з австрійським міністром закордонних справ графом Берхтольдом. І навіть після 4 серпня 1914 році ідея об'єднання Європи все ще здавалася кайзеру реальною.
Скептичну позицію зайняв лідер більшовиків Володимир Ленін. Він і його партія виступала з викриттям задуму про мирне об'єднання капіталістичних країн у політичному маніфесті ЦК РСДРП «Війна і Російська соціал-демократія», опублікованому в газеті «Соціал-демократ» від 1 листопада 1914 року. У статті мовилося, що гасло «Сполучені Штати Європи» безглузде і брехливе поки за допомогою революції не будуть позбавлені влади німецькі, австрійські та російські монархи. У наступній статті «Про гасло Сполучених Штатів Європи» від 23 серпня 1915 року у тій же газеті, Ленін прямо зазначав, що при капіталізмі в Європі таке об'єднання або неможливе, або реакційне.
Лев Троцький виступив із заявою:
...по закінченню війни я бачу Європу відтворену не дипломатами, а пролетаріатом, — Федеративна республіка Європи — Сполучені Штати Європи — ось, що повинно бути створено. Економічна еволюція вимагає скасування національних кордонів. Якщо Європа залишиться розділеною на національні групи, тоді імперіалізм знову почне свою роботу. Тільки Федеративна республіка Європи може дати світові мир.
Маловідомим для широкого загалу залишається той факт, що ідея об'єднання країн на континенті в Сполучені Штати Європи була основою програми Німецької робітничої партії з якою вони йшли на вибори до Рейхстагу. Головними авторами були Ервін Штреземан та Арістид Бріан, бачення та пропозиції яких були прийняті націонал-соціалістами. Гітлер пасивно виступав проти цієї ідеї, вбачаючи в ній загрозу для концентрації одноосібної влади в своїх руках. І згодом, прийшовши до влади, назавжди поховав проєкт Сполучених Штатів Європи протиставляючи йому імперську форму з провідною роллю Німеччини. На відміну від нього Грегор Штрассер, що вважався провідним лідером партії, був послідовником реалізації задуму про створення СШЄ, але в боротьбі за владу його вбили під час так званої «ночі довгих ножів».
На початку XX століття увага прогресивного суспільства була прикута до постаті чехословацького філософа, політичного діяча і в майбутньому першого президента Чехословаччини — Томаша Гарріга Масарика. Саме він у той період уособлював собою головного борця за створення Сполучених Штатів Європи. Ще наприкінці 20-х років минулого сторіччя Бернард Шоу в своєму інтерв'ю газеті «Таймс» прямо вказував на кандидатуру Масарика на посаду президента майбутніх СШЄ. Об'єднання Європи було для нього головною метою діяльності. Масарик бачив «Нову Європу» співдружністю великих і малих держав, де «жодна нація не повинна використовувати іншу націю як засіб для своїх цілей». У жовтні 1918 року він заснував у США Центральноєвропейську унію метою якої передбачалася координації зусиль на звільнення пригнічених народів. Навколо себе Масарик згуртував політиків-емігрантів, що представляли одинадцять народів Центральної і Південно-Східної Європи. Зрештою його погляди трансформувались з глобального масштабу — в локальний. Він акумулював свої зусилля на створенні в Центральній та Східній Європі — Сполучених Штатів Східної Європи (СШСЄ). Цей проєкт обговорювався у грудні 1918 року в Парижі разом із румунським міністром закордонних справ і грецьким прем'єром — Елефтеріосом Венізелосом. Йшлося про федерацію тринадцяти держав, розташованих між Німеччиною і Російською імперією, яка б з півночі на південь охоплювала країни від Фінляндії до Греції. Зрештою представники вищезгаданих країн відмовилися надавати підтримку реалізації цього задуму і єдиним результатом стало створення у серпні 1920 року — Малої Антанти. З часом й сам Масарик облишив сподівання на успішну реалізацію своїх задумів. В 1935 році він прямо говорив про те, що якби був значно молодшим, то сконцентрував всі свої сили на реалізацію цього проєкту на шляху до якого, перепоною, знаходиться Німеччина під управлінням Гітлера.

Вінстон Черчилль висловлювався за ідею створення наддержавного утворення в Європі. У своїй статті «Сполучені Штати Європи» в американській газеті Saturday Evening Post від 15 лютого 1930 року він чітко виклав позицію про необхідність втілення в життя цієї ідеї. Надалі, звертаючись до членів свого кабінету, Черчилль писав:
Як це не важко зараз сказати, я думаю, що європейська сім'я народів може діяти одностайно під керівництвом Ради Європи. Я сподіваюся в майбутньому на створення Сполучених Штатів Європи.
Подальший розвиток цей проєкт отримав за часів Другої світової війни. Ув'язнені Альтьєро Спінеллі і Ернесто Россі, перебуваючи у в'язниці на острові Вентотене, створили документ, який отримав згодом назву «Маніфест Вентотене». Після завершення роботи в липні 1941 року маніфест почали поширювати серед італійського опору. Саме він став свого роду програмою для Руху за федеративну Європу. Цим документом італійські революціонери мали намір об'єднати європейські країни в єдину федерацію Сполучених Штатів Європи і тим самим запобігти можливим новим війнам на континенті. Виходячи зі змісту маніфесту, єдність між країнами і народами Європи може бути досягнуто тільки зверху, за допомогою єдиного політичного руху.
У своїй знаменитій промові під час виступу 19 вересня 1946 року в Цюриху Вінстон Черчилль прямо заявив про необхідність «поновлення європейської сім'ї» і наполягав на «союзі переможців і переможених». У цьому союзі роль лідерів і головних партнерів відводилася Німеччини і Франції. Під час цього з'їзду в Цюриху лідери Руху Опору і європейські федералісти сформували наступні завдання для реалізації нового союзу:
- забезпечення миру і безпеки в Європі;
- ліквідація кордонів між країнами Європи;
- оздоровлення економіки країн Європи;
- симетрична відповідь на об'єднання країн Східної Європи під керівництвом Радянського Союзу.

У своїй статті «A United States of Europe?» від 1948 року Джеймс Фулбрайт намагався проаналізувати та виділити причини, через які країни Європи до цього часу не змогли об'єднатися. Серед головних перепон на цьому шляху він виокремив наступні: страх європейців перед змінами та відмовою від національної самоідентичності і патріотизму; намагання не допустити возвеличення та гегемонії Німеччини; мовне різноманіття; політична воля та ідеологія направлена більше на самоізоляцію аніж на співтовариство; культурна різноманітність; відсутність релігійної одноманітності та явний поділ Європи на Західну та Східну за релігійними вподобаннями.

У часи загострення протистояння між США та Радянським Союзом, один з епізодів якого призвів до «карибської кризи», Джон Кеннеді виступив з ідеєю підтримки створення Сполучених Штатів Європи. В одній зі своїх промов у липні 1962 року він виразив сподівання на майбутні тісні зв'язки між СШЄ та США, що врешті решти стало б «атлантичною співпрацею». Попри прагнення до взаємної рівності та партнерства в економіці, культурі та політиці, в баченні Кеннеді лише за США мало б залишитися право володіти та використовувати ядерну зброю. 

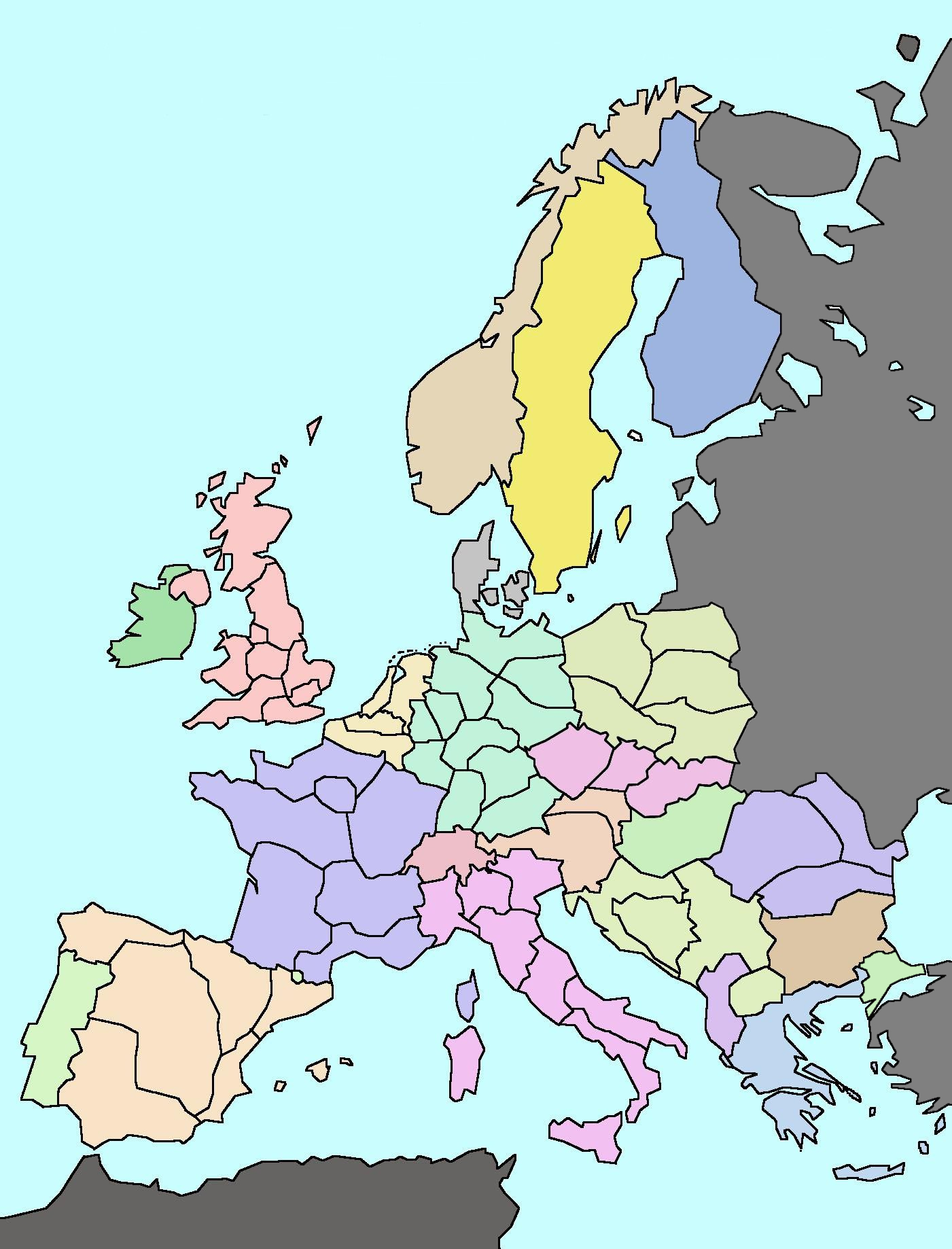
Сполучені Штати Європи згідно з проєктом Гайнекена

У 1992 році голландський бізнесмен Фредді Гайнекен після консультацій з істориками Лейденського університету Генком Весселінґом і Вімом ван ден Дулем видав брошуру «Сполучені Штати Європи, Євротопія?». У своїй роботі він висував ідею створення Сполучених Штатів Європи як конфедерації 75 держав, що були б сформовані за етнічним і лінгвістичним принципом з населенням від 5 до 10 мільйонів чоловік у кожній. Робота Гайнекена сподобалася навіть Джорджу Бушу (старшому), на той час віце-президенту США. Він відгукнувся про неї, як про «інноваційну та інтригуючу брошуру». Гайнекен вважав, що таким чином більш нечисленні нації будуть більш керованими в епоху після закінчення холодної війни. Примітним є те, що в своїй роботі від 1992 року автори теоретично розділили територію Югославії і Чехословаччини, які, з часом, розпалися практично ідентично описуваному сценарію брошури.

### XXI сторіччя
У 2002 році колишній президент Франції Валері Жискар д'Естен надав перший проєкт доповіді «Конвенції про майбутнє Європи». У своєму документі він пропонував перейменувати Європейський союз в Сполучені Штати Європи або навіть Єдину Європу. Передбачалася зміна структури ЄУ в конфедерацію держав з розширення до 30 членів і подальшим перейменуванням. Усі громадяни повинні були визнати себе європейцями і бути наділені подвійним громадянством: отримати європейське і зберегти своє національне. У проєкті доповіді також пропонувалася ідея створення Конгресу народів Європи, в який увійшли б члени Європейського парламенту та національні парламентарі. Цей орган не був би наділений законодавчою владою, але в його завдання входив би контроль за стратегічним напрямком розвитку. Було прямо вказано на можливість створення постійної посади президента Ради Європи, президентів держав конфедерації і глав урядів. Доповідь д'Естена була підтримана такими країнами як Велика Британія, Франція та Іспанія.
У 2017 році лідер соціал-демократів Німеччини Мартін Шульц закликав створити Сполучені Штати Європи до 2025 року. Згідно з його пропозицією договір про заснування повинен бути представлений державам-членам ЄУ для ратифікації, де противники створення автоматично повинні будуть покинути склад. Реалізація на 2025 рік була вибрана не випадково — саме на цю дату випадає сторіччя з моменту, коли соціал-демократи вперше висловилися за цю ідею. У 2017 році під час вибіркових опитувань населення різних країн Європи щодо ідеї створення СШЄ були виявлені наступні результати: Німеччина (30 % — за, 33 % — проти), Франція (28 % — за, 26 % — проти), Данія (12 % — за, 48 % — проти), Фінляндія (13 % — за, 48 % — проти), Швеція (13 % — за, 56 % — проти), Норвегія (12 % — за, 55 % — проти).
У 2012 році Вівіан Редінґ, віце-президент Європейської Комісії з Люксембургу, у своєму виступі в Пассау, Німеччина та в серії статей та інтерв’ю закликала створити Сполучені Штати Європи як спосіб зміцнення єдности Європи.
Італійський прем'єр-міністр Маттео Ренці заявив у 2014 році, що під його керівництвом Італія використає своє шестимісячне головування в Європейському Союзі, щоб наполягати на створенні Сполучених Штатів Європи.

### Європейські федералістські організації

#### Встати за Європу
Як рух-наступник Європейської федералістської партії, «Вставай за Європу» є загальноєвропейською НУО, яка виступає за заснування Європейської Федерації. На відміну від рухів, таких як УЄФ чи колишній ЄФП, «Вставай за Європу» вже не керує жодним національним рівнем, а складається лише з регіональних міських команд та європейського рівня.

#### Вольт Європи
Volt Europa — це загальноєвропейський, прогресивний рух, який виступає за новий і всеохоплюючий спосіб ведення політики і який хоче принести зміни для європейських громадян. 

## Конспірологічна версія
З конспірологічної точки зору ідея створення Сполучених Штатів Європи приписується таємним організаціям і товариствам. У цьому контексті, таке об'єднання під керівництвом масонів розглядається як протиставлення християнським державам Європи, згуртованих колись в рамках Священної Римської імперії. Конспірологи стверджують, що ще від часів Віктора Гюго масони мають на меті створити в Європі одну наддержаву, де немає місця окремим націям. При цьому, в одних країнах вони організують мирні революції, на зразок об'єднаної Європи за наших часів, де вже начебто встановлені ними режими беззаперечно виконують їхню волю і де «розчиняться» окремі нації з їхньою самобутністю й унікальною культурою. Для інших же країн, як-то Росії, арабських і мусульманських держав вони створюють механізми руйнації, поневолення й використання їх як будівельного матеріалу для створення свого нового світоустрою, де «встановлено піратський принцип подвійних стандартів».
Досить часто в уяві суспільства ідеологами євроінтеграції постають Вольтер, Монтеск'є та Руссо, однак це не відповідає дійсності. Хоча ці французькі філософи й належали до масонів, вони не підтримували план організації щодо підготовки створення Сполучених Штатів Європи, створення наднаціональної влади, завданням якої було розв'язання конфліктів між націями. В своїх творах вони багато писали про важливість національної держави та індивідуальності. І хоча вони ніколи відкрито не виступали проти створення Сполучених Штатів Європи, Ліги Націй та інших організацій — також відсутні згадки про відверту критику та заперечення. Надалі ті ж масони в «Альманасі франкмасонства» від 1884 року висловили сподівання про якнайшвидше перетворення різноманіття країн на континенті в єдину Республіку Сполучених Штатів Європи. При цьому, Європейський проєкт постає всього лише як передвісник Сполучених Штатів Світу.
У 1784 році Карл Теодор (курфюрст Пфальцу) за наказом католицького духівництва почав привселюдне переслідування та викриття таємного товариства Ілюмінатів. Були оприлюднені відомості про те, що очолювана Адамом Вейсгауптом організація мала за мету встановити новий світовий порядок, головним чином, знищивши імперії на чолі монархів, а також Католицьку церкву. Знайдені записи та документи, що серед іншого містили списки учасників, були опубліковані в п'яти томах в період між 1787—1794 роками. З цього моменту всі подальші прагнення реформувати устрій країн Європи так чи інакше пов'язували з діяльністю таємних організацій. У 1884 році папа Лев XIII видав енцикліку «Humanum Genus» в якій звинуватив масонів в пропагуванні прав людини, демократії та натуралізму (форми раціоналізму, змішаної з язичництвом). В цей час проєкт Сполучених Штатів Європи в суспільстві асоціювався з іменами масонів Джузеппе Мадзіні та Віктора Гюго. Перший став відомим тим, що ще 15 квітня 1834 року створив міжнародну революційно-демократичну організацію «Молода Європа». В своїй діяльності її члени відстоювали ідею республіканської форми правління для Європи, а також «священного союзу народів» проти «священного союзу монархів».
Подальша трансформація ідеї СШЄ пов'язана з австрійцем — Ріхардом Ніколасом Куденгофе-Калерґі. В 1922 році він заснував Пан'європейський Союз метою якого було об'єднання країн Європи під гаслом рівності, свободи та культури на противагу США, СРСР та Східній Азії. Свого часу серед членів цього союзу були: Альберт Ейнштейн, Томас Манн, Зигмунд Фрейд, Арістид Бріан, Конрад Аденауер та інші. Згодом, у 1924 році з Куденгофе-Калерґі вийшов на зв'язок барон Луїс Натаніель Ротшильд, який запропонував свою підтримку реалізації ідеї єдиної Європи, а також фінансування у розмірі 60 тис. золотих марок від Макса Варбурга. 

## Рекомендована література
- Paul Hutchinson. The United States of Europe. — Willett, Clark & Colby, 1929. — 225 p.(англ.)
- Edouard Herriot. The United States of Europe. — Viking Press, 1930. — 328 p.(англ.)
- Guy Verhofstadt. The United States of Europe. — The Federal Trust, 2006. — 76 p. — ISBN 978-1903403860. (англ.)
- Alfred Mitchell Bingham. The United States of Europe. — Literary Licensing, LLC, 2012. — 344 p. — ISBN 9781258290894. (англ.)
- Janne Jörg Kipp. Vereinigte Staaten von Europa. — Kopp Verlag, 2016. — 313 p. — ISBN 978-3864453311. (нім.)